# Université de Roehampton
L'université de Roehampton est une université publique anglaise située à Roehampton dans le Grand Londres.

## Personnalités notables

### Étudiants
- Derek Beaulieu, écrivain canadien
- Lyn Brown, ministre travailliste
- Samira Makhmalbaf, réalisatrice iranienne
- Claire-Louise Bennett, une écrivaine britannique.
- Beverly Naya, actrice nigériane.

### Professeurs
- Nina Power, philosophe et féministe anglaise